# 2001 XR254
2001 XR254, também escrito como 2001 XR254, é um objeto transnetuniano (TNO) que está localizado no cinturão de Kuiper, uma região do Sistema Solar. Ele é classificado como um cubewano. O mesmo possui uma magnitude absoluta de 5,7 e tem um diâmetro estimado com cerca de 171 km, por isso é pouco provável que possa ser classificado como um planeta anão, devido ao seu tamanho relativamente pequeno. Este corpo celeste é um sistema binário, o outro componente, o S/2007 (2001 XR254) 1, possui um diâmetro estimado em cerca de 134 km. O astrônomo Mike Brown liste este corpo celeste em sua página na internet como um candidato a possível planeta anão.

## Descoberta
2001 XR254 foi descoberto no dia 10 de dezembro de 2001 pelos astrônomos D. C. Jewitt, S. S. Sheppard, e J. Kleyna.

## Órbita
A órbita de 2001 XR254 tem uma excentricidade de 0,030 e possui um semieixo maior de 43,173 UA. O seu periélio leva o mesmo a uma distância de 41.996 UA em relação ao Sol e seu afélio a 44,487 UA.